# راسوك (فلم 2018)
راسوك أو ممسوس (بالإندونيسية: Rasuk) هو فيلم رعب إثارة إندونيسي صدر في 28 يونيو 2018. وهو من بطولة شاندي أوليا. الفيلم مأخوذ عن رواية تحمل نفس العنوان للكاتبة ريسا ساراسواتي.

## طاقم العمل
- شاندي أوليا

## روابط خارجية
- مقالات تستعمل روابط فنية بلا صلة مع ويكي بيانات